# اینسیتک پیووت
اینسیتک پیووت (انگلیسی: Incitec Pivot) شرکت صنایع شیمیایی استرالیایی است، که در سال ۲۰۰۳ تأسیس شد.